# Acid Tracks

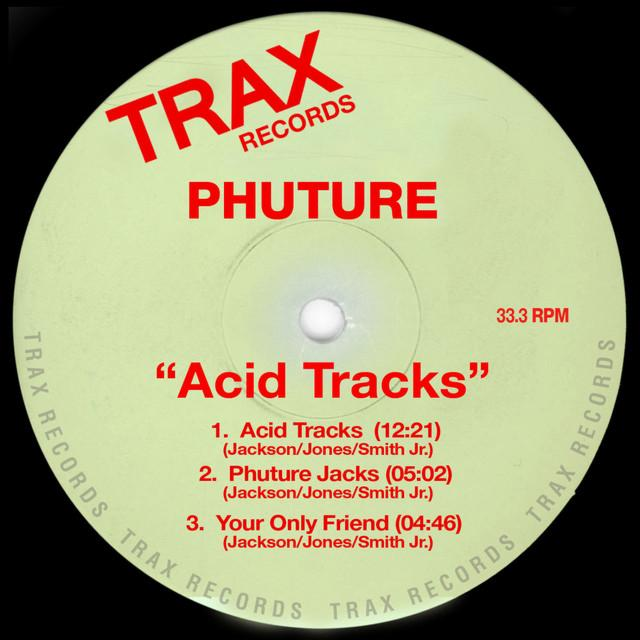
Acid Tracks, de Phuture

«Acid Tracks» es un disco de 12 minutos publicado en 1987 por Phuture. Es uno de los muchos discos que reivindican haber sido la primera canción en ser compuesta utilizando el sintetizador Roland TB-303 del modo particular que daría lugar al acid house. Este sintetizador fue originalmente diseñado como bajo para acompañar a los grupos, pero terminando siendo el favorito de los productores de música electrónica. Este tema es uno de los primeros ejemplos grabados del género acid house.

## Canciones
1. «Acid Tracks» (figura como 11:17, en realidad dura 12:21)
2. «Phuture Jacks» (4:45)
3. «Your Only Friend» (5:10)

- Datos: Q2823190